# Ballylongford
Ballylongford (in gaelico irlandese Béal Átha Longfoirt) è un villaggio della contea di Kerry, in Irlanda. Vanta una popolazione di circa 400 abitanti.

## Geografia fisica
Il villaggio è situato sulla cima della baia di Ballylongford sull'estuario del fiume Shannon, vicino all'isola di Carrigafoyle e sulla costa tra Tarbert e Ballybunion.

## Storia

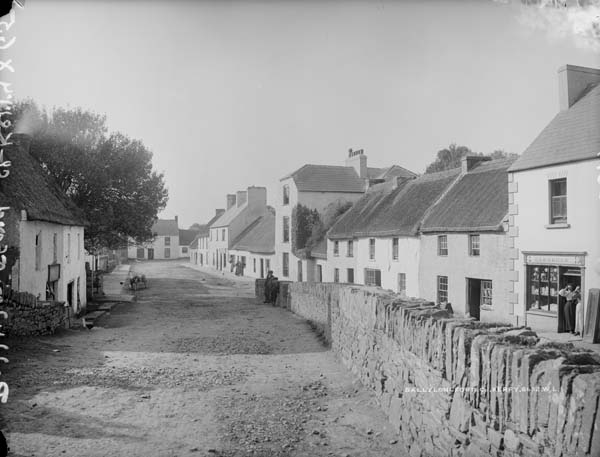
Ballylongford nel XIX secolo

La famiglia O'Connor, che dominava il villaggio nel secondo millennio, fece costruire il proprio castello sull'isola di Carrigafoyle alla fine del XV secolo. Da lì gli O'Connor gestivano il loro potere controllando gli ingressi al porto.
Nel 1580, durante la seconda rivolta dei Desmond, il castello fu difeso da 70 truppe irlandesi, spagnole e italiane guidate dal capitano Giuliano, un italiano. L'assedio degli elisabettiani durò appena due giorni, dopo i quali il castello fu conquistato dopo attacchi coi cannoni e i difensori superstiti furono impiccati. Gli O'Connor riconquistarono il castello verso la fine della guerra dei nove anni, per poi essere nuovamente cacciati dagli inglesi nel 1603.
Il castello fu fatto restaurare da re Giacomo I nel 1607, ma nel 1651 le truppe di Oliver Cromwell, inizialmente comandate da Henry Ireton, ne distrussero le mura difensive.
Le terre furono definitivamente confiscate agli O'Connor nel 1652 e date al cromwelliano William Sandes di Cumberland; dopo la restaurazione della monarchia, però, furono affidate al Trinity College di Dublino (fino al 1903).
Il villaggio come appare ora esiste dalla fine del XIX secolo; le case di paglia che però si vedono nelle foto d'epoca furono bruciate durante la guerra d'indipendenza irlandese dalle forze inglesi. Inoltre, il vecchio ponte fu distrutto da un'inondazione nel 1926 e sostituito da uno nuovo e rinforzato quattro anni dopo.

## Monumenti e luoghi d'interesse

### Architetture religiose

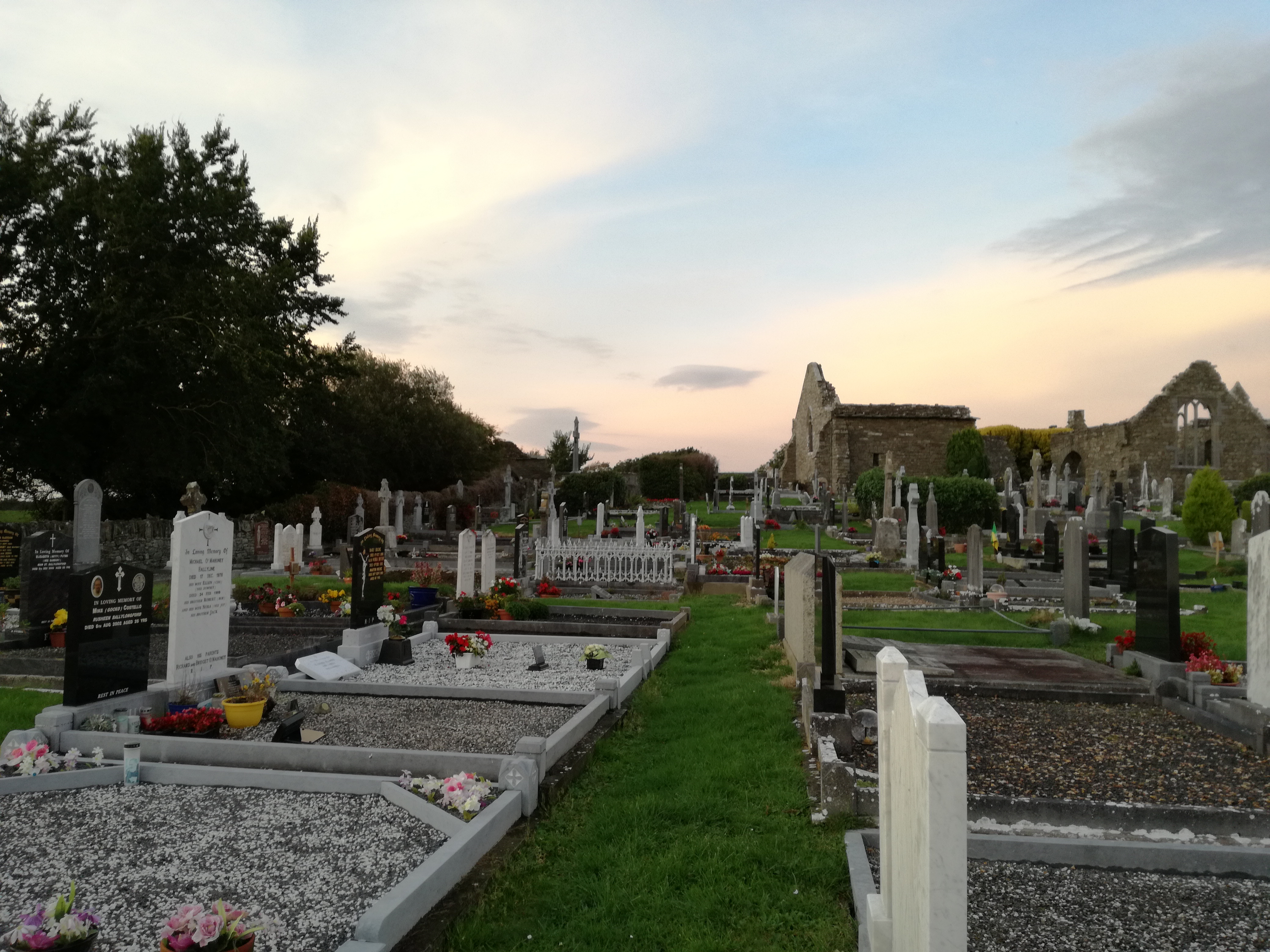
Cimitero dell'abbazia di Lislaughtin

- Abbazia di Lislaughtin: abbazia francescana dedicata a san Lachtin (il primo a predicare il cristianesimo nella zona) fatta costruire dagli O'Connor nel 1478. Durante gli assalti al castello fu a sua volta presa di mira e parzialmente distrutta, fino ad essere dissolta nel XVII secolo. Una croce processionale, seppellita dai frati per salvaguardarla, fu poi trovata da un contadino e oggi è esposta al Museo nazionale d'Irlanda a Dublino. Oggi l'abbazia funge come chiesa cattolica principale e cimitero del paese.

### Architetture militari

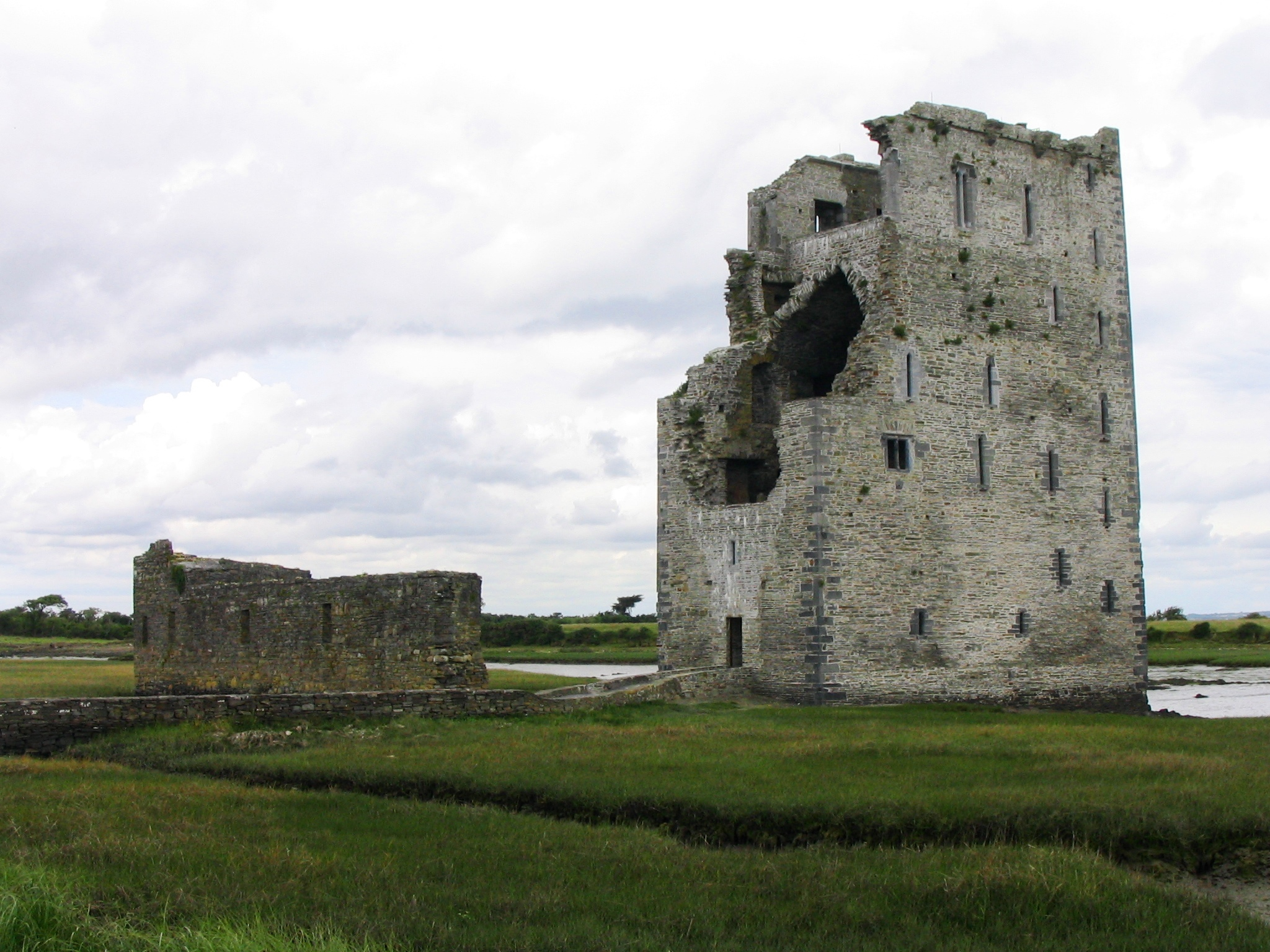
Castello di Carrigafoyle

- Castello di Carrigafoyle: castello costruito dagli O'Connor alla fine del XV secolo e poi distrutto da vari assedi. Quel che ne resta oggi è monumento nazionale.
- Forte Shannon: costruito nel 1940 a sei chilometri dal villaggio, è un esempio di artiglieria costiera ed è l'unico forte costruito in Irlanda durante la seconda guerra mondiale.[2]

## Sport
La squadra di GAA locale, il Ballylongford GAA, ha vinto per quattordici volte la North Kerry Senior Football Championship.